# Эберс, Эмиль

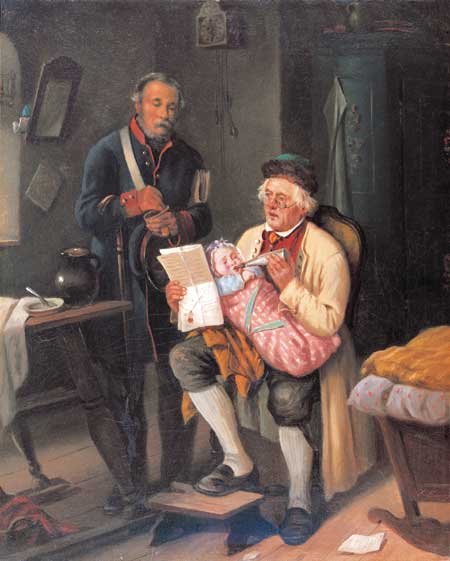
Письмо

Эмиль Эдуард Эберс (нем. Emil Ebers; 14 декабря 1807, Бреслау, Силезия — 1884, Бойтен (сейчас Бытом, Польша) — немецкий художник, гравёр, карикатурист.

## Биография
С 1831 года обучался в Дюссельдорфской академии художеств у Вильгельма фон Шадова. Позже вернулся в Силезию.
С 1837 года учился в мастер-классе в Дюссельдорфской академии. Вместе с Рудольфом Иорданом совершил ознакомительные поездки в Голландию и Нормандию.
С 1844 года жил и творил в Бреслау. После 1850 года часто менял место жительства. Жил в Гаффроне близ Любина, в Дрездене и Гёрлице, после 1869 года в Бойтене. Около 1860 года отказался от занятий искусством, но все же выставлялся в Дрездене в 1881 и 1883 годах.
Начинал с изображения сцен из жизни контрабандистов, грабителей и солдат, обычно юмористического характера, позже предпочитал изображать жизнь на побережье Северного моря, в этом преуспел больше всего («Лоцманская лодка» , «Спасённая при кораблекрушении женщина» и др.). 
Его картина «Контрабандисты» (1830) хранится в Берлинской национальной галерее , полотно «Надвигающаяся гроза» (1831) в Дюссельдорфской академии художеств и является частью коллекции Музея Кунстпаласт.

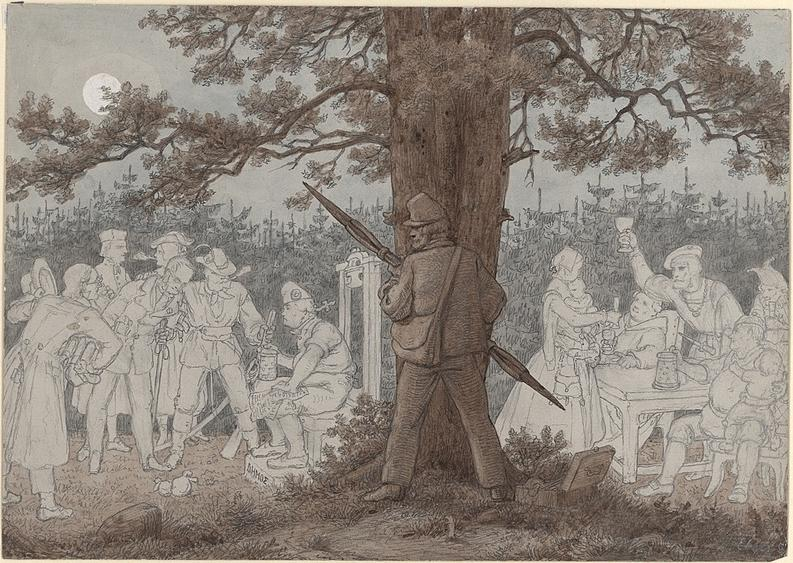
Карикатура
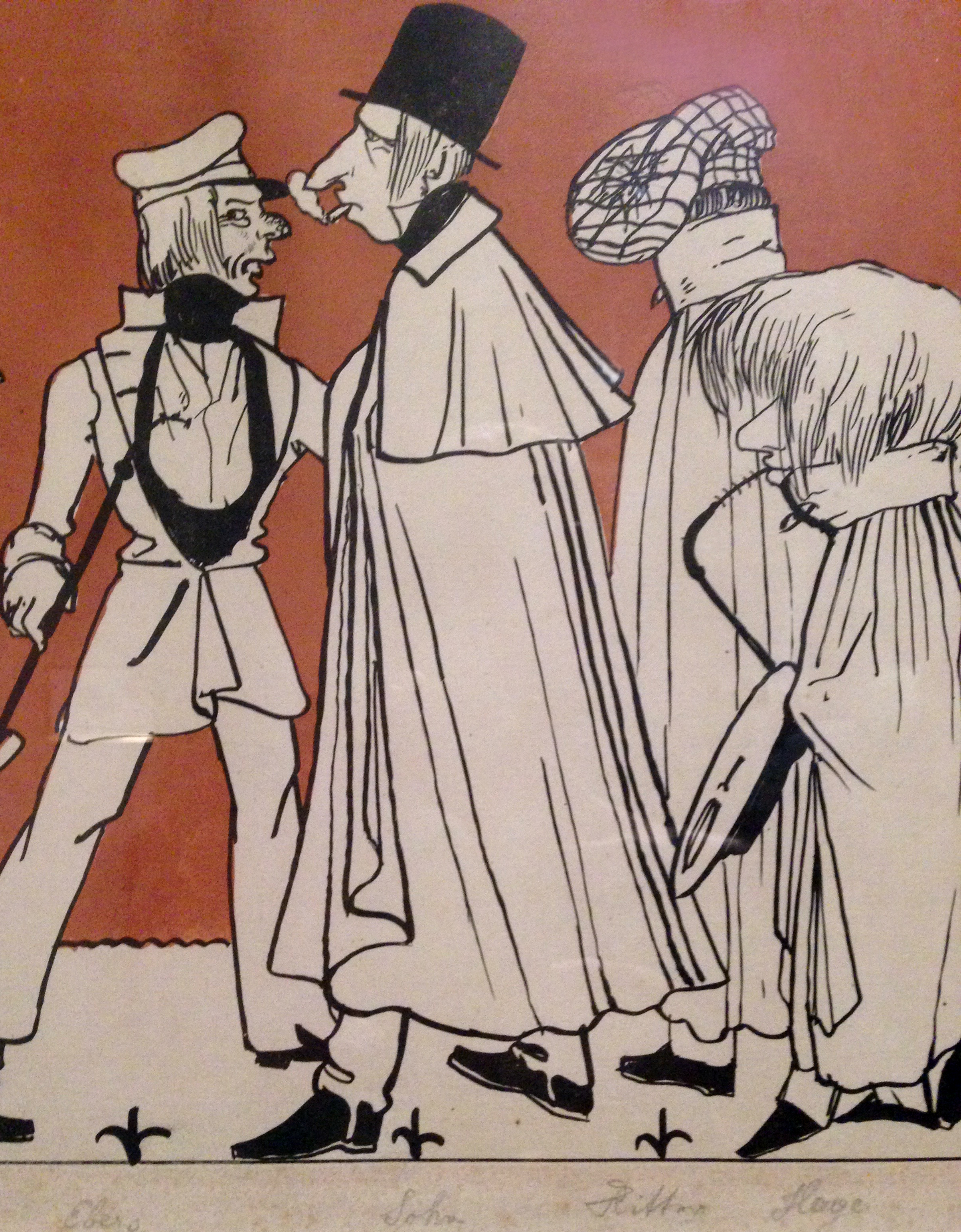
Карикатура на дюссельдорфских художников", 1837 г.
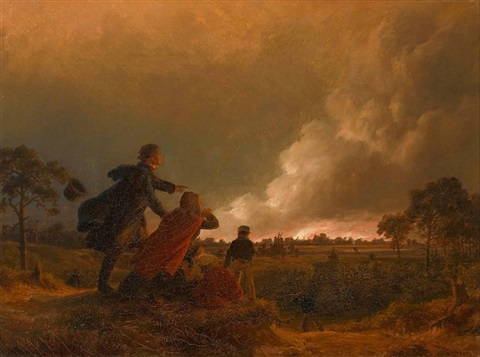
Горящая деревня
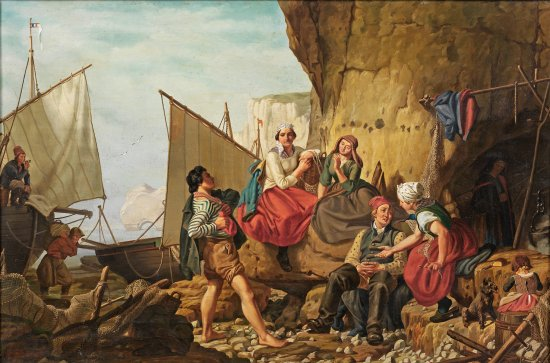
Рыбацкая семья на побережье Нормандии.
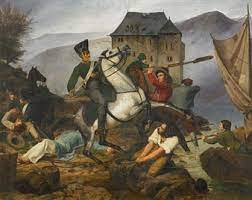
Контрабандисты